# Can You Please Crawl Out Your Window?
Singles de Bob Dylan
Positively 4th Street
(septembre 1965
(1965)) One of Us Must Know (Sooner or Later)
(1966)
Can You Please Crawl Out Your Window? est une chanson folk rock écrite par le musicien américain Bob Dylan. En 1965, Columbia Records la publie en 45 tours. Le disque atteint la 58e place au classement américain Billboard Hot 100  et la 17e au palmarès britannique en janvier 1966. Si Bob Dylan ne l'a jamais incluse dans aucun de ses albums studio, elle figure néanmoins  dans des compilations comme Biograph et Side Tracks.

## Enregistrement
La version officielle a probablement été enregistrée le 30 novembre 1965 mais un spécialiste de Dylan affirme que la date d'enregistrement aurait plutôt été le 5 octobre. Dylan est accompagné par les Hawks, qui accompagneront le chanteur lors de sa tournée mondiale de 1966 et deviendront ensuite célèbres sous le nom de The Band avec le guitariste Robbie Robertson, le bassiste Rick Danko, le batteur Levon Helm, le pianiste Richard Manuel et l'organiste Garth Hudson.
L'intégralité des sessions d'enregistrement de juillet 1965 et d'octobre/novembre 1965 a été publiée sur l'édition collector de 18 disques The Bootleg Series Vol. 12: The Cutting Edge 1965–1966 en 2015, alors que les moments forts des prises inédites apparaissent sur les versions 2 disques et 6 disques de cet album.

## Sortie et réception
Avant la sortie de la version de Bob Dylan, les Vacels, un groupe de Long Island (New York) en avaient déjà enregistré une, publiée en 45 tours en octobre 1965 par Kama Sutra Records.
La version de Dylan sort le 21 décembre 1965. Elle était à l'origine disponible uniquement en 45 tours, avant d'être finalement incluse (sous sa forme mono originale) dans les compilations Masterpieces (1978) et Biograph (1985), ainsi que dans le coffret de The Band A Musical History (2005). Un mixage stéréo de la version  originale figure sur l'édition collector limitée The Bootleg Series Vol. 12: The Cutting Edge1965-1966 (2015).
Billboard décrit la chanson comme « un grand morceau folk-rock  de Dylan qui n'aura aucun mal à trouver sa place dans les hit-parades », ajoutant qu'elle constitue « du matériel et une interprétation solides ». Cash Box la présente comme du « folk-rock funky au rythme moyen, imprégné de blues, qui se transforme efficacement en un crescendo palpitant et excitant ». Cash Box avait décrit la version des Vacels comme étant une « chanson bluesy à message entraînante, utilisant des constructions mélodiques très différentes mais intéressantes ».
Dylan aurait joué la chanson à son comparse artiste folk Phil Ochs alors qu'ils roulaient tous les deux dans une limousine. Mais quand Ochs exprima un sentiment mitigé à propos du morceau, Dylan l'éjecta de la voiture en criant: « Tu n'es pas un chanteur folk, tu n'es qu'un journaliste. » 
| Classement (1966) | Meilleure position |
| ----------------- | ------------------ |
| Canada            | 23                 |
| Royaume-Uni       | 17                 |
| Etats-Unis        | 58                 |

## Version de Jimi Hendrix
Avant de rejoindre The Experience, Jimi Hendrix s'était intéressé à la chanson. Jimmy Mayes, qui jouait de la batterie avec Joey Dee et les Starliters (avec qui Hendrix avait également joué pendant une courte période), se souvient que Hendrix répétait sans cesse « Can You Please Crawl Out Your Window? »: « Je pense que Jimi essayait de placer son chant, mais il m'énervait avec toutes ces chansons. Au bout d'un certain temps, je lui ai dit que je ne voulais plus entendre de Bob Dylan. »  Plus tard avec The Experience, Hendrix interprétera le morceau plusieurs fois en public. Un enregistrement de la BBC apparait sur l'album BBC Sessions. Dans sa critique de l'album, le chroniqueur Cub Koda a qualifié la version hendrixienne de « bizarre reprise ».